# Sieso de Jaca
Sieso de Jaca (aragonesisch Sieso de Chaca) ist ein spanischer Ort im Pyrenäenvorland in der Provinz Huesca der Autonomen Gemeinschaft Aragonien. Sieso de Jaca ist ein Ortsteil der Gemeinde Caldearenas. Der Ort hatte im Jahr 2015 einen Einwohner.

## Sehenswürdigkeiten
- Romanische Pfarrkirche San Miguel: Die im 12. Jahrhundert erbaute Kirche ist als Ruine erhalten.